# Domenico Cavagnari
Domenico Cavagnari, né le 20 juillet 1876 à Gênes et mort le 2 novembre 1966  à Rome, est un amiral italien et le chef de la Regia Marina jusqu'en 1940.

## Biographie
Domenico Cavagnari est remplacé par l'amiral Arturo Riccardi. Il participe à la guerre de Libye en 1911, contre les forces libyennes soutenues par les Turcs.

## Distinctions
- Grand officier de l'ordre de la Couronne d'Italie (25 octobre 1931)
- Grand officier de l'ordre des Saints-Maurice-et-Lazare (31 décembre 1934 ; Commandeur : 20 juillet 1925 ; Officier : 19 juin 1924)
- Grand officier de l'ordre militaire de Savoie (31 juillet 1939 ; Chevalier : 24 juillet 1919)
- Trois médailles d'argent de la valeur militaire.
- Médaille interalliée de la Victoire
- Médaille commémorative de l'Unité italienne
- Médaille commémorative de la guerre italo-autrichienne 1915-1918
- Médaille commémorative de la campagne de Libye